# Алексеев, Андрей Корнеевич
Андре́й Корне́евич Алексе́ев (11 ноября 1920 года — 22 декабря 1943 года) — советский офицер, участник Советско-финской и Великой Отечественной войн, командир батальона 182-го гвардейского стрелкового полка 62-й гвардейской стрелковой дивизии 37-й армии 2-го Украинского фронта в годы Великой Отечественной войны. Герой Советского Союза (1944, посмертно), гвардии капитан Красной Армии.

## Биография
Родился 11 ноября 1920 года в селе Локня ныне Кролевецкого района Сумской области Украины в семье крестьянина. Русский. Окончил 7 классов и Ленинградскую цирковую школу. С 1937 года — артист цирковой группы.
В сентябре 1939 года призван в ряды Красной Армии. В 1940 году стал курсантом Киевского пехотного училища. Участвовал в Советско-финской войне (1939—1940), где был ранен.
С сентября 1941 года — в действующей армии. Воевал на Северо-западном, Воронежском, Степном и других фронтах. Член ВКП(б) с 1943 года.
Подвиг
В ночь на 25 сентября 1943 года войска 37-й армии форсировали Днепр. 62-я гвардейская стрелковая дивизия под покровом темноты скрытно переправлялись в районе Мишурина Рога, юго-восточнее Кременчуга. Одним из первых высадившихся на правый берег реки был батальон гвардии капитана Андрея Алексеева.
Несмотря на большие потери при переправе, батальон решительно атаковал врага, вынудил его оставить выгодные позиции. Под огнём противника капитан Андрей Алексеев успел укрыть своих бойцов в отбитых глубоких окопах, сделанных гитлеровцами на днепровских высотах. Закрепившись на этом небольшом участке, советские воины несколько часов отбивали отчаянные контратаки врага.
Воспользовавшись успехом его подразделения, батальоны 182-го стрелкового полка стали переправляться через Днепр и закрепляться на его правом берегу, ведя ожесточенные бои за расширение днепровского плацдарма.
У села Дериевка фашистам удалось отрезать от основных сил батальона группу воинов с гвардии капитаном Андреем Алексеевым. Проявив смелость и находчивость, воодушевляя личным примером, командир организовал круговую оборону, сумевшую целые сутки вести бой против превосходящих сил противника, а затем прорвать кольцо окружения и соединиться со своим подразделением.
На следующий день руководил захватом важной господствующей высоты. Несмотря на ожесточённое сопротивление фашистов, батальон овладел выгодной позицией и прочно на ней закрепился. Оценив обстановку, комбат приказал приступить к подавлению огневых точек противника, которые хорошо просматривались с захваченной высоты. Действия батальона поставили гитлеровцев в трудное положение, вынудившее их сразу бросить в контратаку до роты пехоты с танками. После отражения её гвардейцами по высоте был открыт огонь вражеской артиллерией. Затем на протяжении дня стороной противника несколько раз предпринимались попытки атак данной высоты. В критические моменты обороны принимал решительные меры к удержанию позиций.
Вечером того же дня, после артподготовки гитлеровцами снова была предпринята атака с двух направлений. Несмотря на потери личного состава батальона и усталость, гвардейцам удалось удержать высоту. Выдержать этот тяжелый бой воинам в большой степени помог личный воодушевляющий пример комбата.
Смелые действия бойцов под его командованием в значительной мере способствовали успешному выполнению дивизией поставленной перед ней важной задачи по удерживанию плацдарма на правом берегу Днепра.
Погиб в декабре 1943 года в одном из боёв на правобережной Украине.
Указом Президиума Верховного Совета СССР «О присвоении звания Героя Советского Союза офицерскому, сержантскому и рядовому составу Красной Армии» от 22 февраля 1944 года за «образцовое выполнение боевых заданий командования при форсировании реки Днепр, развитие боевых успехов на правом берегу реки и проявленные при этом отвагу и геройство» удостоен посмертно звания Героя Советского Союза.

## Награды
- Медаль «Золотая Звезда» Героя Советского Союза
- Орден Ленина
- Орден Красного Знамени

## Память
- Похоронен в братской могиле в центре села Дубиевка Черкасской области (Украина).
- Бюст Героя установлен на его родине — в селе Локня.